# 霍羅多克 (別爾季切夫區)
霍羅多克 （羅馬化：Horodok，發音：[ɦɔrɔˈdɔk] ⓘ）是烏克蘭北部日托米爾州別爾季切夫區鲁任市镇内的村庄，始建於1257年，面積1.9平方公里，海拔高度246米，2001年該城鎮人口560。